# Bodo Sandberg

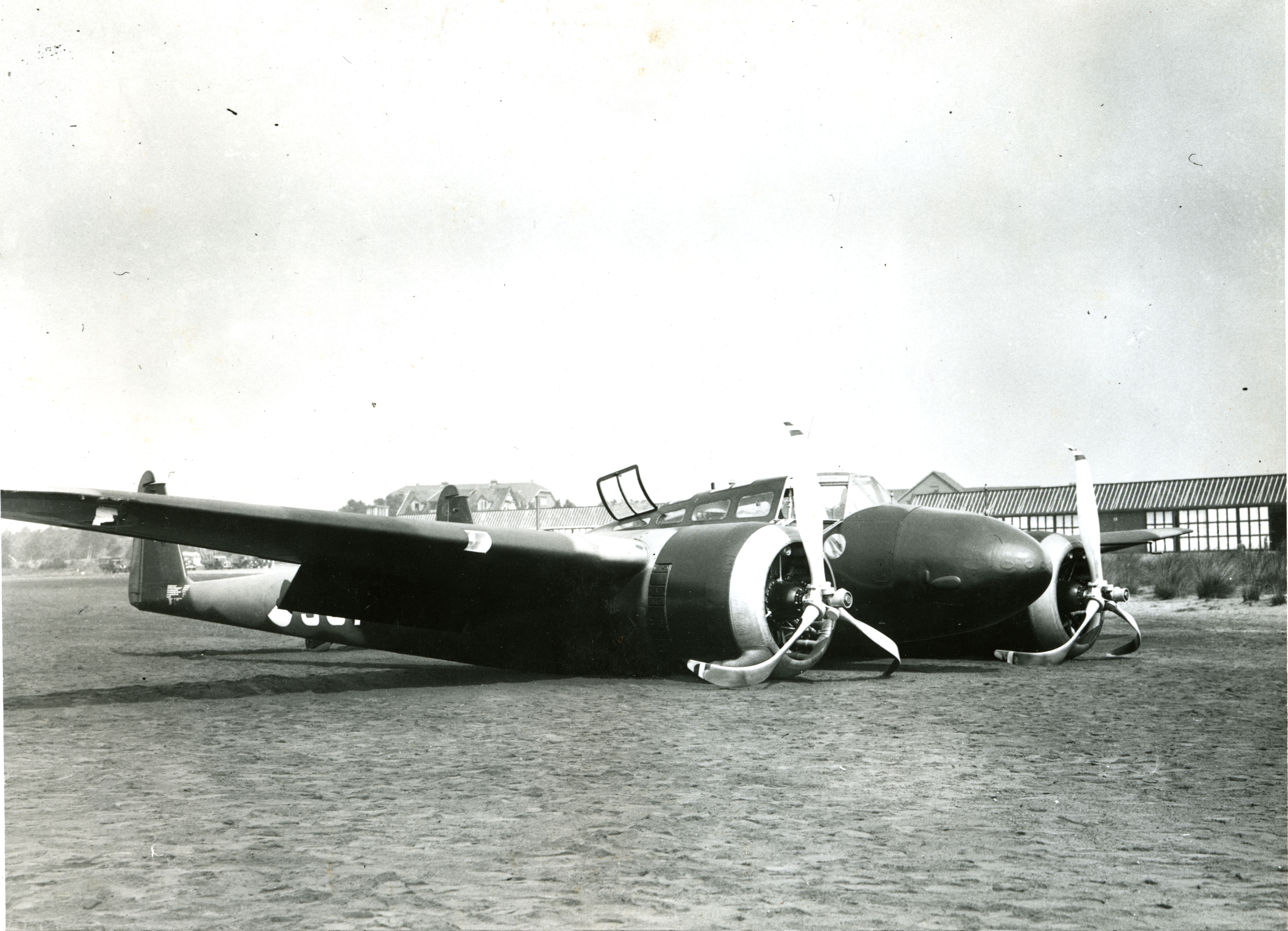
Op 26 augustus 1939 maakte Bodo Sandberg de eerste buiklanding in de Nederlandse geschiedenis

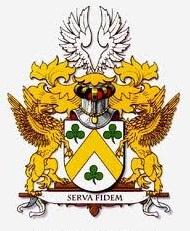
Jhr. Sandberg familiewapen "Serva Fidem" (Dien trouw)

Jhr. Bodo Sandberg (Rotterdam, 23 september 1914 – Bentveld, 2 mei 2005) was luitenant-kolonel en jachtvlieger bij de Nederlandse Luchtmacht en Engelandvaarder tijdens de Tweede Wereldoorlog. Hij vocht voor Nederland aan twee fronten, eerst in luchtgevechten boven Nederland zelf tegen de binnenvallende Duitsers en later in Nederlands-Nieuw-Guinea tegen de Japanse bezetters. Hij ontving het Kruis van Verdienste en het Vliegerkruis voor zijn dapperheid tijdens de Duitse invasie in mei 1940. Hij was lid van de familie Sandberg.

## Bijzondere prestaties
De Fokker G.I was een van de eerste toestellen in Nederland met intrekbaar landingsgestel, maar dit nieuwe systeem werkte in het begin niet altijd even goed. Op 26 augustus 1939, tijdens het aanvliegen voor een landing, kwam een van de twee wielen niet uit. Op één wiel kan je niet landen dus trok hij het ene wiel dat wél uit was gegaan weer in en, na geruime tijd rond te cirkelen om de brandstof op te maken, maakte Bodo Sandberg de eerste succesvolle buiklanding in de Nederlandse geschiedenis. Bij de landing raakte de G-1 nauwelijks beschadigd.

## Invasie 1940
Op 13 mei 1940, kort na de Duitse aanval op Nederland werd Sandberg ingezet om de Moerdijkbruggen over het Haringvliet te bombarderen om de invasie van de Duitse strijdkrachten in Nederland te vertragen. Omdat de Duitsers al op de eerste dag vrijwel de gehele Nederlandse luchtmacht kapot hadden geschoten, vloog Sandberg een van de weinige Fokker G.I-jagers die nog luchtwaardig waren. Samen met één andere G-1 moest hij de laatste bommenwerper, een Fokker T.V, beschermen tegen de Duitse Messerschmitt Bf 109's. 
Net voorbij Dordrecht werd het kleine Nederlandse eskader aangevallen door negen Messerschmitts. Drie van de Messerschmitts vielen de T.V aan. De andere zes splitsten zich op en vielen de twee G.I's aan. De T.V ging in vlammen op en stortte neer in de buurt van Ridderkerk. Hierbij kwamen alle vijf bemanningsleden om. Mogelijk hebben twee van hen de crash aanvankelijk overleefd. In hun brandende kleding probeerden ze water te bereiken. Terwijl ze hulpeloos op de grond en inmiddels voor de Duitsers ongevaarlijk waren, werden ze vanuit de Messerschmitts doodgeschoten.

## Engelandvaarder
Direct na het begin van de oorlog probeerde Sandberg uit bezet Nederland te ontvluchten en Engeland te bereiken, om vandaaruit de strijd tegen de nazi's voort te zetten. Hij ondernam zijn eerste poging samen met C.A. den Hoed, G. Haspels, E.A. Plate en J.G.S. Versteegh. Ze wilden via België, Frankrijk en Spanje uiteindelijk Portugal bereiken, maar kwamen niet verder dan Poligny in Frankrijk, net ten Oosten van Parijs. Daar werd het vijftal verraden en gearresteerd waarna ze in een krijgsgevangenkamp buiten Lyon belandden. Het lukte echter om uit het gevangenkamp te ontsnappen: ze stalen de auto van de kampcommandant en slaagden erin langs de gewapende wachten het kamp uit te rijden. Alle vijf keerden uitgehongerd en ziek terug in Nederland.
Sandberg gaf echter niet op, tegen de tijd dat hij zijn tweede vlucht uit bezet Nederland ondernam, deze keer samen met Jan Bosch, Faam Janssens en Ad Kanters, was de ondergrondse beter georganiseerd. Daardoor waren er bij de tweede poging geen verraders op hun pad en haalden ze Engeland wel. Het was een lange en moeilijke tocht, meestal te voet. Onderweg belandden ze in een Zwitsers werkkamp. Vandaaruit gingen Bodo Sandberg en Jan Bosch door, over de Pyreneeën, door Spanje en Portugal, waarna ze eindelijk Engeland bereikten, precies een jaar na de start van Bodo's eerste ontvluchting uit nazi bezet Nederland.
In Engeland splitste de wegen van de twee Engelandvaarders.
- Jan Bosch bleef in Engeland en vloog 61 missies, over bezet Nederland en vijandelijk Duitsland.
- Bodo Sandberg ging in 1944 door naar de Royal Netherlands Military Flying School in Jackson, Mississippi, waar hij op Amerikaanse jachtvliegtuigen trainde (o.a. de Curtiss P-40 Warhawk). Daarna ging hij naar Australië en Nederlands-Nieuw-Guinea, waar hij tegen de Japanners vocht.

## Na de oorlog

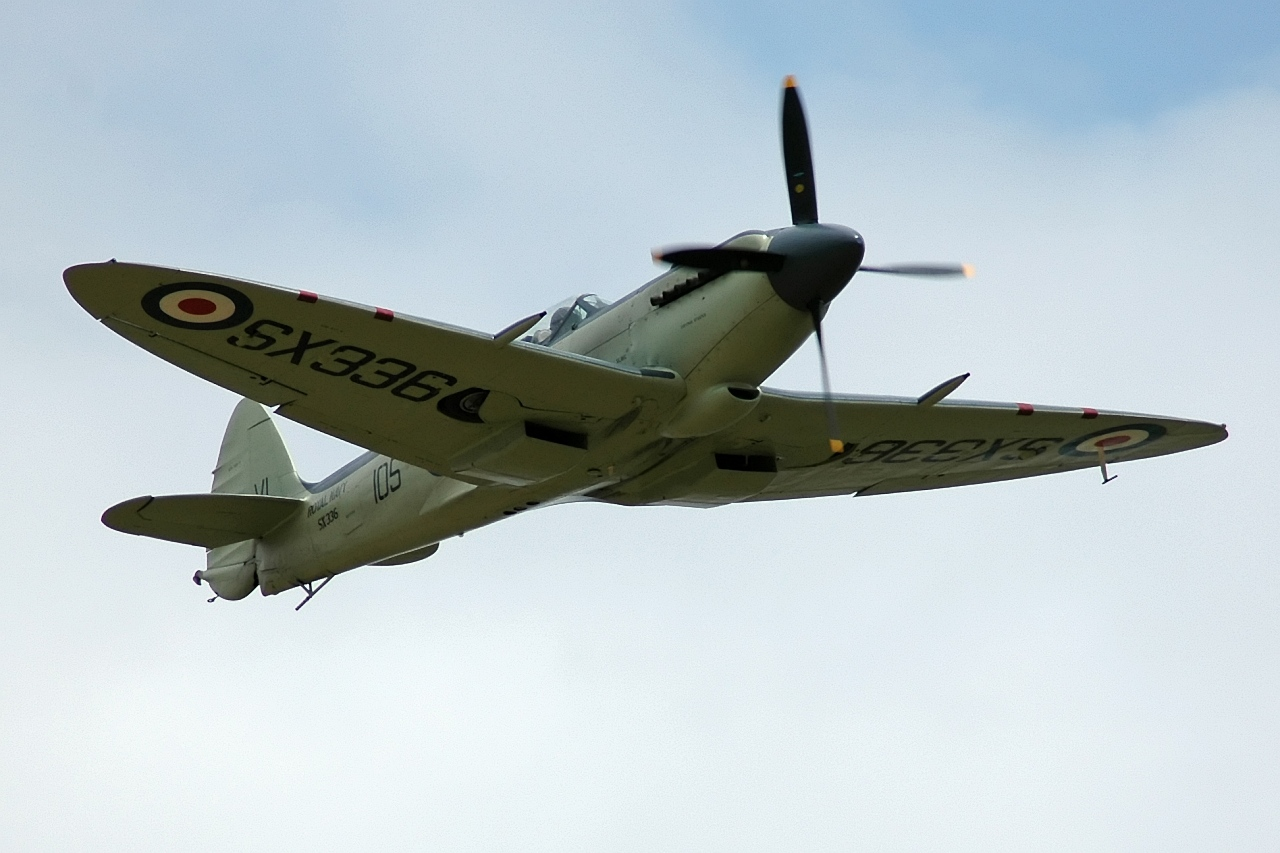
Na de oorlog was Sandberg squadroncommandant van het 322 Squadron op Soesterberg dat met Supermarine Spitfires vloog

Na de oorlog bleef Sandberg actief in de Nederlandse Luchtmacht als jachtvlieger en vlieginstructeur. Hij was squadroncommandant van het 322 Squadron dat met Supermarine Spitfires vloog vanaf de Nederlandse vliegbasis Soesterberg. Na een crash met een Spitfire bij Soesterberg waarbij een leerlingvlieger, van Tienhoven, om het leven kwam en Sandberg zwaargewond raakte en ternauwernood aan de dood ontsnapte, werd Sandberg luchtmachtattaché voor de vier Scandinavische landen bij de Nederlandse Ambassade te Oslo in Noorwegen. Tot slot werd hij Commandant van de Nederlandse Luchtmachtbasis vliegveld Ypenburg.

## Onderscheidingen

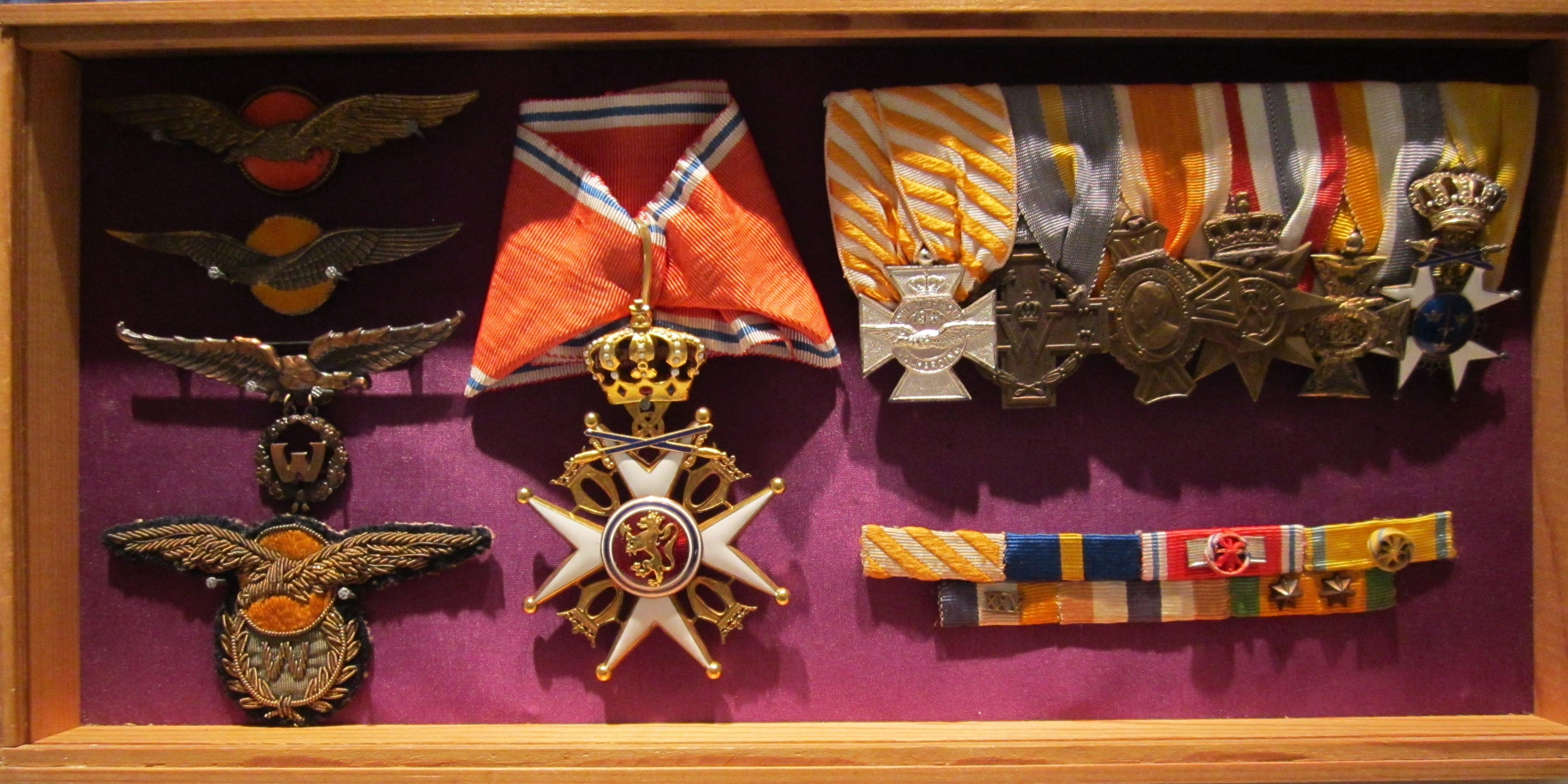
Sandbergs onderscheidingen: linksboven twee vliegerwings van de Luchtvaartafdeling, daaronder een Vlieger-Waarnemer-wing van de ML-KNIL en een doorgeborduurde Vlieger-Waarnemerwing van MLD-model.

- Vliegerkruis op 23 augustus 1948[1] (Voor: “Nederland 10-14 mei 1940, aanval op de Moerdijkbruggen”)
- Kruis van Verdienste op 5 augustus 1943[2]
- Oorlogsherinneringskruis met twee gespen[3]
- Ereteken voor Orde en Vrede[3] 1947
- Onderscheidingsteken voor Langdurige Dienst als officier[3], met cijfer XXV
- Commandeur in de Orde van Sint-Olaf[3] met de Zwaarden (Noorwegen)
- Ridder Ie Klasse in de Orde van het Zwaard[3] (Zweden)